# 比鄰星b
比鄰星b（Proxima Centauri b 或 比鄰星b）是一顆太陽系外行星，位於紅矮星比鄰星適居帶內。該行星距離地球約4.2光年（1.3秒差距），在天球上位於半人馬座 。比鄰星b是已知距離太陽系最近的系外行星，也是已知距離最近的適居帶內系外行星。該行星是由觀測母恆星光譜譜線週期性移動狀況的徑向速度法發現。根據觀測資料，該天體相對於地球的運動速度大約時速5公里。

## 特徵

### 質量、半徑與表面溫度
比鄰星b被認為是類地行星，質量下限是1.27 M🜨。實際質量則因為軌道傾角不明而無從得知，但低於3 M🜨 的機率是90%。假設它是由岩石組成並且密度與地球相當的話，它的半徑至少是1.1 R🜨；如密度較低或真實質量大於質量下限，半徑將會更大。比鄰星b的表面溫度估計為234 K（−39 °C）。

### 母恆星
比鄰星b的母恆星是比鄰星，属M型紅矮星，質量為0.12 M☉，半徑為0.14 R☉，表面溫度3042 K，年齡48.5億年。相較之下，太陽表面溫度5778 K，年齡46億年。比鄰星自轉週期83日 ，光度大約是0.0015 L☉。比鄰星的金屬量偏高，在低質量恆星中是不尋常的。並且比鄰星的金屬量指標[Fe/H]比為0.21，是太陽大氣層鐵含量的1.62倍。
比鄰星的視星等，即地球上所见的亮度，為11.13。因此它雖然是距離太陽最近的恆星，仍因為光度極低而無法用肉眼和小雙筒望遠鏡觀測。
比鄰星是耀星，代表它的亮度會因為磁場活動而突發性地大幅上升。

### 軌道
比鄰星b的軌道週期11.86日，軌道半長軸約為0.05天文單位，即地球軌道半長軸的5%。相較之下，水星的軌道半長軸為0.39天文單位。比鄰星b從母恆星接收到的輻射量是地球從太陽接收輻射量的65%，但是比鄰星b接受的X射線輻射量是地球的400倍。

## 適居性

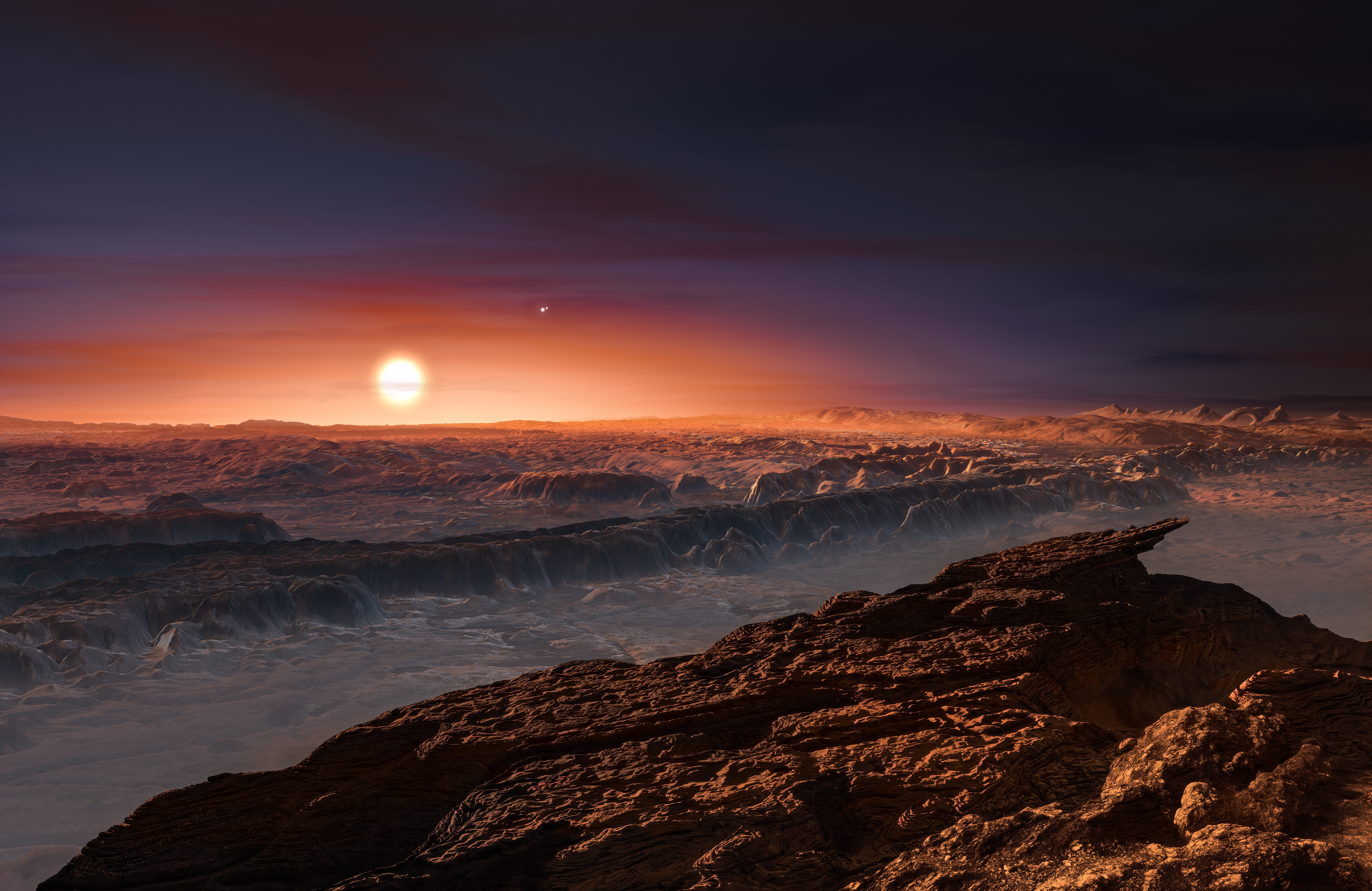
被認為是類地行星的比鄰星b表面想像圖。

比鄰星b的位置在母恆星比鄰星的適居帶內。如果行星的大氣層條件與組成成分合適，就可以讓行星表面有液態水存在。比鄰星是質量只有太陽約十分之一的紅矮星，因此它的年齡可能達到3至4兆年，是太陽預估壽命極限（100億年）的300到400倍。但目前并不知道比鄰星b有多適居。
比鄰星b離母恆星够近，因此可能發生潮汐鎖定，即行星的公转周期和自转周期互相同步的现象。如果该行星的軌道離心率為0，则会出现同步自轉，比鄰星b的一面会一直对着母恆星，而另一面则一直处于黑暗之中，而在这两个极端之间，会有一个名為晨昏圈的適居地区，那里的温度可能在273 K（0 °C）左右，適合液态水的存在。不过目前比鄰星b的軌道離心率并未确定，只是知道它小于0.35，但有可能足以产生像水星那样3:2的軌道共振。欧洲南方天文台预测说，如果这样的话，比鄰星b上的气候环境会更加温和，平均温度接近地球。另外，如果该行星的大气层足够浓厚，面向恆星一面的热量就能传导到背離恆星的一面，行星表面適居的部分就会更大。
不過，比鄰星是一顆年輕活躍的紅矮星，其表面活動如閃耀等會令比鄰星b暴露於比地球高400倍的X射線之中、平均磁場亦高達太陽的600倍左右，有可能破壞比鄰星b的大氣。不過亦有研究指出類似系統的大氣流失量頗少，而且比鄰星b與比鄰星有潮汐鎖定現象，研究顯示這個潮汐鎖定現象有可能保護大氣免受高磁場破壞。另外如果比鄰星b有一個強大的磁場，它的母星的耀斑活動也就不成問題。比鄰星突發性地高能磁場對比鄰星b適居性的影響，還有待更多觀測。

## 發現

HARPS自2016年1月1日起對比鄰星相對於地球接近與遠離的徑向速度觀測三個月的結果。帶有黑色誤差槓的紅點代表每次觀測的資料點，藍色曲線則是資料擬合曲線。徑向速度曲線的振幅和週期則可用來推估行星的質量下限。

英國赫特福德大学的天文學家米科·圖米（Mikko Tuomi）從存档中比鄰星的徑項運動資料中首次注意到比鄰星b的蛛丝马迹。為了確認比鄰星旁這顆行星的存在，欧洲南方天文台於2016年1月启动「黯淡紅點」（Pale Red Dot）计划。2016年4月24日，比鄰星b的存在由伦敦玛丽王后大学天文學家古勒姆·安格拉達-伊斯庫德（Guillem Anglada-Escude）帶領的欧洲南方天文台團隊確認。這項發現發表於《自然》期刊。相關的觀測是由兩組攝譜儀完成，分別是拉西拉天文台ESO 3.6米望遠鏡的高精度徑向速度行星搜索器（HARPS）和甚大望远镜的紫外線與可見光階梯光柵攝譜儀（Ultraviolet and Visual Echelle Spectrograph，UVES）。這些資料最早在2013年就顯示比鄰星旁有行星存在。天文學家将母恆星徑向速度峰值與行星軌道週期變化的觀測資料相结合，得以計算行星的質量下限。這項發現統計學上的假陽性機率小于千萬分之一。
德國周刊《明镜》於2016年8月12日出版的文章就洩漏了歐洲南天天文台的這項發現，並且相關傳聞迅速傳播。歐洲南天天文台否认其与洩漏有关，并且在同年8月24日正式宣布發現以前對相關訊息一概拒絕提供更進一步訊息與評論。